# فلیچه کاولیریه
فلیچه کاولیریه (انگلیسی: Felice Cavaliere؛ زادهٔ ۲۳ ژانویهٔ ۱۹۸۱) بازیکن فوتبال اهل ایتالیا است.
از باشگاه‌هایی که در آن بازی کرده‌است می‌توان به باشگاه فوتبال فروزینونه اشاره کرد.
وی همچنین در تیم‌های ملی فوتبال بازی کرده‌است.